# Janny de Heer
Janny de Heer (Oostwold, gem. Oldambt, 4 oktober 1955) is een Nederlandse schrijfster. Het merendeel van haar werk bestaat uit gefictionaliseerd proza dat is gebaseerd op historische gebeurtenissen.

## Leven
Janny de Heer groeide op in het Oldambt en Delfzijl en volgde het Mavo- en Havo-onderwijs, en werkte als bejaardenverzorgster,  enquêtrice, medewerker in de klachtopvang bij het IKG Informatie Klachtenopvang Gezondheidszorg en winkelmanager. Van 1994 tot 1998 verbleef zij met haar echtgenoot, Paul de Heer, op Curaçao waarnaar hij met zijn gezin als marineman was uitgezonden.

## Literair werk
In 1999 verscheen Landskinderen van Curaçao, het debuut van Janny de Heer. Uitgeverij Conserve had haar gestimuleerd om op Curaçao historische verhalen te gaan schrijven. Zo verscheen De Heers eerste bundel met drie historische verhalen, die zich elk afspelen in een verschillende eeuw op Curaçao. Als titel voor het boek had De Heer het Papiamentse Yu di Tera gekozen, maar de titel werd Nederlandstalig. Eerst bij de herdruk van het boek in 2015 bij uitgeverij In de Knipscheer werd ook de Papiamentse titel eraan toegevoegd.
Twee verhalen spelen zich af ten tijde van de slavernij. Omdat uit onderzoek was gebleken dat de uitbuiting van de bevolking niet was gestopt met de afschaffing van de slavernij, schreef De Heer een derde verhaal, dat zich afspeelt in de jaren zestig van de twintigste eeuw. 
Bij terugkomst in Nederland kreeg De Heers interesse voor de geschiedenis van het koloniale verleden een nieuwe stimulans. In 2000 volgde ze via het KITLV in samenwerking met de Universiteit Leiden de cursus Caraïbistiek. Ze getuigde ze daarover: ‘Ik ging erheen met heimwee naar Curaçao, ik kwam er met verlangen naar Suriname vandaan.’ Tijdens een college deed ze de inspiratie op voor het verhaal 'Vrouw tegen Vrouw' waarmee ze de Pipistrellus prozawedstrijd van Uitgeverij De Vleermuis won.
Met de schrijversgroep van het IVC (Internationaal Vrouwen Centrum) Bibliotheek KopGroep Noord-Holland, schreef ze een musical, Zielsverwanten, die opgevoerd is in 2005 in De Kampanje, schouwburg in Den Helder.  De liedjes waren voornamelijk gemaakt op de muziek van Harry Bannink en Annie M.G.Schmidt uit Ja zuster Nee zuster. Rode draad van de voorstelling was emancipatie en vooroordelen.
De interesse voor het land Suriname groeide. Uit pure belangstelling bezocht ze het land in 2009. Daar werd de basis gelegd voor de historische roman Gentleman in slavernij (2013), het verhaal van een Duitse immigrant in het 19de-eeuwse Suriname. 
Van de zeven boeken die inmiddels op haar naam staan, spelen vijf zich geheel of gedeeltelijk af in het koloniale verleden. Alleen haar debuut is fictie, alle volgende boeken zijn gebaseerd op historische gebeurtenissen. Haar uitgever Franc Knipscheer memoreerde bij de presentatie van haar boek Dooddoener het zal je pa maar wezen (2023):

Sinds eeuwen zijt gij dieven, men zegt: geoorloofd. Maar weest dan minstens liefdevolle dieven en geen schurken. [Citaat van Albert Helman.]
 ‘Zoals bij elk van haar boeken is ook dit boek ontstaan vanuit een directe sociale betrokkenheid. Het begrip onrecht is bij Janny de Heer keer op keer de motivatie voor het vertellen van een verhaal dat op realiteit of op historie is gebaseerd. Zoals we hier zitten zullen we allemaal wel onder de indruk zijn - of zijn geweest - van de pijnlijke en dramatische toeslagenaffaire, waarbij je je als burger afvraagt: hoe is dit in hemelsnaam mogelijk! Daar waren het enkele politici die zich in de zaak vastbeten, maar in andere gevallen zijn het journalisten of schrijvers die een misstand voor het voetlicht brengen. Mensen zoals u en ik die onrecht ervaren, maar die niet gehoord worden en radeloos worden van de onmacht omdat ze stuklopen tegen de muur van bureaucratie. Je voelt dat je gelijk hebt, maar je krijgt het niét, zélfs niet voor de rechter die recht moet spreken: een nachtmerrie. We herinneren het ons nog: de eerste coronacrisis van begin 2020: dochters en zonen die zich tot voor het raam van het verzorgingshuis laten tillen met een hoog werker om even oogcontact te hebben met hun vader of moeder omdat direct contact onmogelijk is. Zo intens verdrietig. In gewone tijden doe je dat elkaar niet aan, toch? Ik moet u teleurstellen: Janny de Heer confronteert de lezer in Dooddoener met een zaak waarin kinderen hun bejaarde vader niét mogen zien, zonder dat het waaróm duidelijk is. Zij doet daar haast journalistiek verslag van. Maar het knappe van de schrijfster Janny de Heer is dat zij de informatie zó weet te ordenen en zó weet te brengen dat het verslag een roman wordt die je als lezer bij de strot pakt en niet loslaat.’
— Franc Knipscheer, 2023.

In 2008 publiceerde De Heer Hey buddy, de andere voet is voor je zelf, het levensverhaal van de bijna 88-jarige marinier Huib Wijnants. In 2016 kwam de roman De barones uit, een verhaal over een door de oorlog 'besmet' vrouwenleven, dat van de NSB'er Mijnsje (Mien) Bezemer ten tijde van de wederopbouw na de oorlog. In de tien getuigenissen over de Bersiap-tijd  Buitenbeentjes (2017) en in de roman Het geheime wapen (2019) verlegde Janny de Heer het décor van haar proza naar het voormalige Nederlands-Indië. Het laatste boek over de KNIL-militair Cas speelt ook in de Bersiap-tijd, maar wordt ingekaderd door episodes in Nederland en Suriname. De gefictionaliseerde biografie Dooddoener het zal je pa maar wezen (2023) gaat over wantoestanden in de Nederlandse gezondheidszorg.
Sinds 2000 leid Janny de Heer de Leesgroep voor Ouderen voor de bibliotheek School 7 in Den Helder. Verder schreef zij recensies op de sites Caraïbisch Uitzicht en Hebban.

## Over Janny de Heer
- Brede Kristensen over  Gentleman in slavernij
- Hilde Neus over Gentleman in slavernij
- Ezra de Haan over Gentleman in slavernij
- Ko van Geemert over Gentleman in slavernij
- Hilde Neus over Het geheime wapen